# Desabamento do teto da boate Jet Set

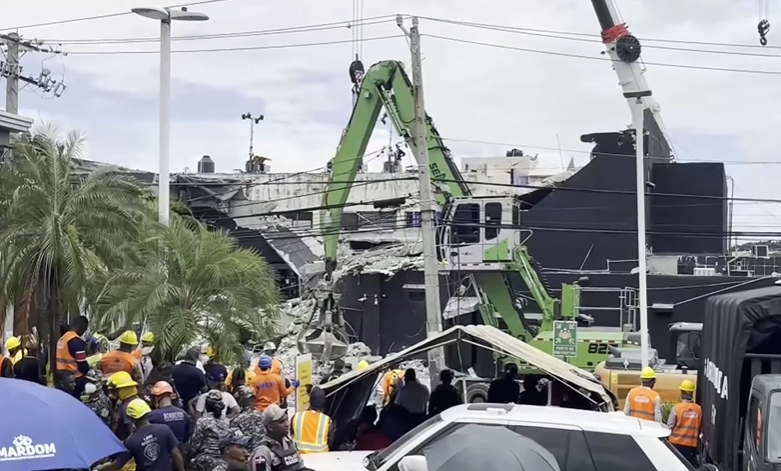
Resgaste das vítimas na boate Jet Set

O desabamento do teto da boate Jet Set foi o colapso estrutural do teto da casa noturna Jet Set em Santo Domingo, capital da República Dominicana, durante uma apresentação musical ao vivo em 8 de abril de 2025 do cantor Rubby Pérez. O desastre resultou em pelo menos 232 mortos e mais de 180 feridos, alguns ainda internados em estado grave (até 23 de abril de 2025). 
O coordenador do Gabinete de Política Social Dominicano, Tony Peña Guaba, caracterizou o desastre como o "pior desastre não atmosférico" da história do país.
As causas do incidente seguem sendo investigadas.

## Antecedentes
O edifício começou a funcionar como um cinema em 6 de abril de 1973 e depois virou o clube noturno Jet Set em 1994. O local foi reformado em 2010 e 2015, acabando com dois tetos, um deles cobrindo parte de uma ampla pista de baile que ficava a céu aberto. Em 2023, o prédio pegou fogo depois que um raio caiu sobre um gerador e posteriormente engenheiros civis e arquitetos indicaram que os tetos não estavam adequadamente sustentados por colunas laterais sem nenhuma central e que eles poderiam cair após a ação do fogo.
Em 23 de abril de 2025, Antonio Espaillat, gerente da danceteria, disse que prédio nunca tinha passado por qualquer reforma que danificasse sua estrutura. 

## Incidente
Na madrugada do dia 8 de abril de 2025, o teto que cobria a pista de dança da boate desabou quase completamente, atingindo centenas de pessoas. Inicialmente 79 pessoas foram reportadas mortas no local, além de 160 feridas, mas o número de mortes já tinha alcançado 116 no dia 9. Em 12 de abril, o número de fatalidades havia subido para 226. "Houve 221 mortes no marco zero (local do acidente) e quatro que saíram dos hospitais", explicou no ministro da Saúde Pública, Víctor Atallah, então, enquanto dezenas de pessoas ainda estavam em estado grave nos hospitais. Neste dia todos as vítimas fatais já tinham sido identificadas.
Atallah também disse que a maioria morreu instantaneamente devido à gravidade dos ferimentos, principalmente na cabeça. 
No dia 17 de abril de 2025 o número de óbitos subiu para 232. 

## Vítimas
Entre as vítimas fatais estão: 
- Eduardo Estrella, filho do ministro de Obras Públicas
- Martín Polanco, estilista
- Nelsy Cruz, governadora da região de Monte Cristi, que chegou a ligar para o presidente para dizer que estava presa entre os escombros
- Octavio Dotel, jogador de beisebol
- Rubby Pérez, um premiado cantor de merengue que se apresentava na boate
- Tony Enrique Blanco Cabrera, jogador de beisebolMortes na boate incluem Tony Blanco,Octavio Dotel e Rubby Pérez

Segundo o projeto social Supérate, 136 menores ficaram órfãos, 19 dos quais perderam pai e mãe. 

## Reações
O presidente Luis Abinader decretou luto oficial de três dias em 08 de abril, que foi estendido no dia 10 por mais três. 
Um altar improvisado de flores e velas foi criado no local do acidente, atraindo pessoas que passavam por perto, que se comoveram e lamentaram o desastre. "Esta foi a maior tragédia que já vi na minha vida. As pessoas gritavam: 'Tirem-me daqui, estou viva'", disse uma moradora local, reportou a imprensa.
No dia 10, o presidente dominicano assistiu ao funeral do cantor Rubby Pérez.

## Investigações
Em 10 de abril o governo federal anunciou que uma equipe de especialistas nacionais e internacionais iria fazer um estudo técnico para determinar as causas da tragédia. 

As investigações seguem em andamento. 